# IEEE 1284
IEEE 1284 (порт принтера, паралельний порт, англ. Line Print Terminal, LPT) — міжнародний стандарт паралельного інтерфейсу для підключення периферійних пристроїв персонального комп'ютера.
В основному використовується для підключення до комп'ютера таких пристроїв як: принтер, сканер та інших зовнішніх пристроїв (часто використовувався для підключення зовнішніх пристроїв зберігання даних), проте може застосовуватися і для інших цілей (організація зв'язку між двома комп'ютерами, підключення будь-яких механізмів телесигналізації і телекерування). 
В основі даного стандарту лежить інтерфейс Centronics і його розширені версії (ECP, EPP).
Назва «LPT» походить від назви стандартного пристрою принтера «LPT1» (Line Printer Terminal або Line PrinTer) в операційних системах сімейства MS-DOS.

## Інтерфейс Centronics і стандарт IEEE 1284
Паралельний порт Centronics — порт, який використовується з 1981 року на персональних комп'ютерах фірми IBM для підключення друкуючих пристроїв, розроблений фірмою Centronics Data Computer Corporation; вже давно став стандартом де-факто, хоча насправді офіційно в цей час він не стандартизований. 
Спочатку цей порт був розроблений тільки для симплексної (односпрямованої) передачі даних, оскільки передбачалося, що порт Centronics повинен використовуватися тільки для роботи з принтером. Згодом різними фірмами були розроблені дуплексні розширення інтерфейсу (byte mode, EPP, ECP). Потім був прийнятий міжнародний стандарт IEEE 1284, який описує як базовий інтерфейс Centronics, так і всі його розширення.

## Роз'єми

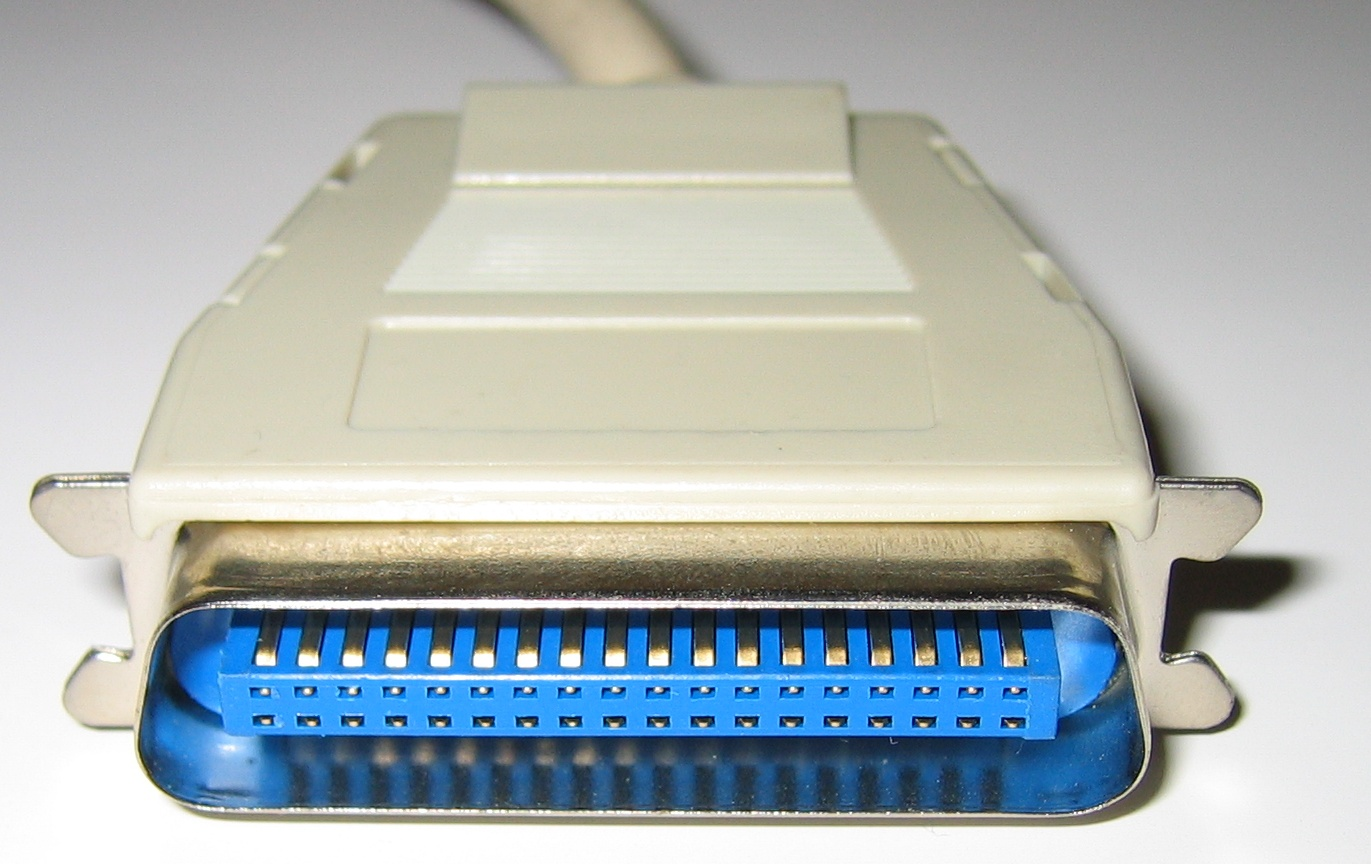
Кабельний 36-контактний роз'єм Centronics для підключення зовнішнього пристрою (IEEE 1284-B)

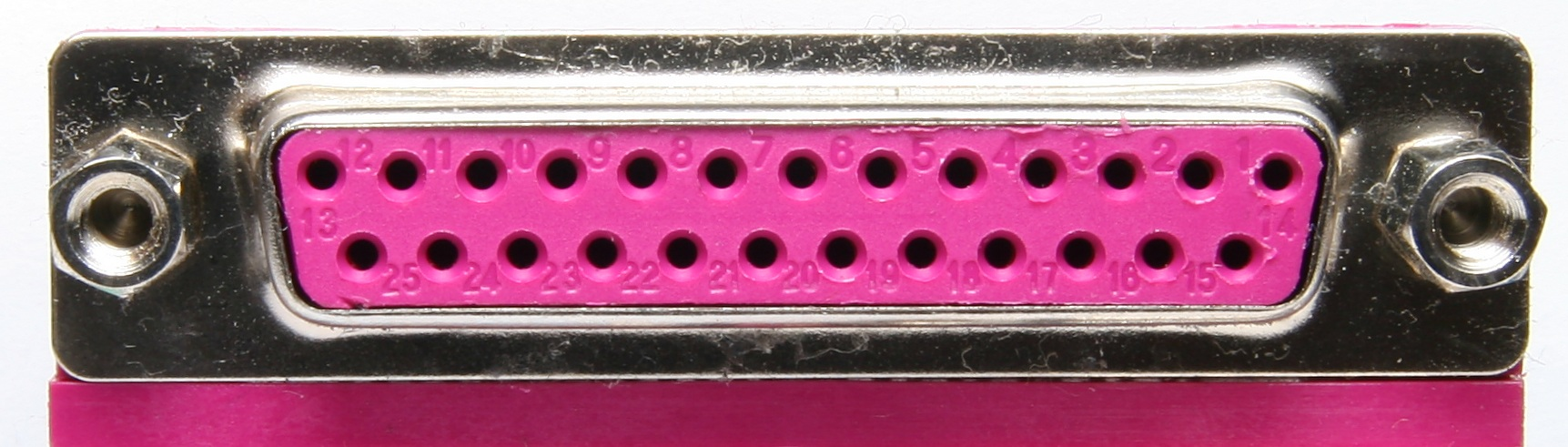
25-контактний роз'єм DB-25, що використовується як LPT-порт на персональних комп'ютерах (IEEE 1284-A)

Порт на стороні керуючого пристрою (комп'ютера) має 25-контактний 2-рядний роз'єм DB-25-female («мама») (IEEE 1284-A). Не плутати з аналогічним male-роз'ємом («тато»), який встановлювався на старих комп'ютерах і являє собою 25-піновий COM-порт. На периферійних пристроях зазвичай використовується 36-контактний мікророз'єм стрічкового типу Centronics (IEEE 1284-B), тому кабелі для підключення периферійних пристроїв до комп'ютера по паралельному порту зазвичай виконуються з 25-контактним роз'ємом DB-25-male на одній стороні і 36-контактним IEEE 1284-B на іншій (AB-кабель). Зрідка застосовується AC-кабель з 36-контактним роз'ємом MiniCentronics (IEEE 1284-C). 
Існують також CC-кабелі з роз'ємами MiniCentronics на обох кінцях, призначені для підключення приладів в стандарті IEEE 1284-II, який застосовується рідко. 
Довжина з'єднувального кабелю не повинна перевищувати 3 метрів. Конструкція кабелю: виті пари в загальному екрані, або кручені пари в індивідуальних екранах. Зрідка використовуються стрічкові кабелі. 
Для підключення сканера, та деяких інших пристроїв використовується кабель, у якого замість роз'єму (IEEE 1284-B) встановлений роз'єм DB-25-male. Зазвичай сканер оснащується іншим інтерфейсом з роз'ємом DB-25-female (IEEE 1284-A) для підключення принтера (оскільки зазвичай комп'ютер оснащується тільки одним інтерфейсом IEEE 1284). Схемотехніка сканера побудована таким чином, щоб при роботі з принтером сканер прозоро передавав дані з одного інтерфейсу на інший.

## Фізичний інтерфейс

Інтерфейс роз'єму

Базовий інтерфейс Centronics є односпрямованим паралельним інтерфейсом, містить характерні для такого інтерфейсу сигнальні лінії (8 для передачі даних, строб, лінії стану пристрою). 
Дані передаються в один бік: від комп'ютера до зовнішнього пристрою. Але повністю односпрямованим його назвати не можна. Так, 4 зворотні лінії використовуються для контролю за станом пристрою. Centronics дозволяє підключати один пристрій, тому для спільного чергового використання декількох пристроїв потрібно додатково застосовувати селектор. 
Швидкість передачі даних може варіюватися і досягати 1,2 Мбіт/с. 
Спрощена таблиця сигналів інтерфейсу Centronics
| Контакти DB-25 IEEE 1284-A | Контакти Centronics IEEE 1284-B | Позначення  | Примітки                      | Функція    |
| -------------------------- | ------------------------------- | ----------- | ----------------------------- | ---------- |
| 1                          | 1                               | Strobe      | Маркер циклу передачі (вихід) | Управління |
| 2                          | 2                               | Data 1      | Сигнал 1 (вихід)              | Дані       |
| 3                          | 3                               | Data 2      | Сигнал 2 (вихід)              | Дані       |
| 4                          | 4                               | Data 3      | Сигнал 3 (вихід)              | Дані       |
| 5                          | 5                               | Data 4      | Сигнал 4 (вихід)              | Дані       |
| 6                          | 6                               | Data 5      | Сигнал 5 (вихід)              | Дані       |
| 7                          | 7                               | Data 6      | Сигнал 6 (вихід)              | Дані       |
| 8                          | 8                               | Data 7      | Сигнал 7 (вихід)              | Дані       |
| 9                          | 9                               | Data 8      | Сигнал 8 (вихід)              | Дані       |
| 10                         | 10                              | Acknowledge | Готовність прийняти (вхід)    | Стан       |
| 11                         | 11                              | Busy        | Зайнятий (вхід)               | Стан       |
| 12                         | 12                              | Paper End   | Нема паперу (вхід)            | Стан       |
| 13                         | 13                              | Select      | Вибір (вхід)                  | Стан       |
| 14                         | 14                              | Auto Feed   | Автоподача (вихід)            | Управління |
| 15                         | 32                              | Error       | Помилка (вхід)                | Стан       |
| 16                         | 31                              | Init        | Ініціалізація (вихід)         | Управління |
| 17                         | 36                              | Select In   | Управління друком (вихід)     | Управління |
| 18-25                      | 16-17, 19-30                    | GND         | Загальний                     | Земля      |

## Фірмові розширення
Більшість фірмових розширень початкового інтерфейсу згодом було стандартизовано індустрією, якою процес завершився прийняттям серії стандартів IEEE-1284. 
Однак, слід зазначити, що повної відповідності між цим стандартом і попередніми йому 
фірмовими розширеннями немає. Найвідомішими фірмовими розширеннями є розширення від фірми Hewlett-Packard. Це Bitronics, який забезпечує двосторонню передачу інформації (застосовується перш за все для зняття розширеної інформації про стан принтера) і протокол мультиплексування шини від HP, призначений для того, щоб підключати до одного LPT-порту безліч пристроїв за схемою «ланцюжок». На основі цього протоколу були розроблені стандарти 1284.3-2000 і 1284.4-2000, але повної сумісності досягнуто не було. 
В результаті деякі дуже старі пристрої від HP можуть не цілком коректно працювати з портами, зконфігурований в режим IEEE-1284. 
У переважної більшості сучасної техніки такої проблеми немає.

## Режими роботи
Стандарт дозволяє використовувати інтерфейс в декількох режимах: 
- SPP (Standart Paralell Port) — односпрямований порт, повністю сумісний з інтерфейсом Centronics.
- Nibble Mode — дозволяє організувати двонаправлений обмін даними в режимі SPP шляхом використання ліній стану (4 біт, крім Error) для передачі даних від периферійного пристрою до контролера. Історично це був єдиний спосіб використовувати Centronics для двостороннього обміну даними.
- Byte Mode — рідко використовуваний режим двостороннього обміну даними. Використовувався в деяких старих контролерах до прийняття стандарту IEEE 1284.
- EPP (Enhanced Parallel Port) — розроблений компаніями Intel, Xircom та Zenith Data Systems — двонаправлений порт, зі швидкістю передачі даних до 2МБайт/сек. (1991)
- ЕСР (Extended Capabilities Port) — розроблений компаніями Hewlett-Packard та Microsoft — на додаток з'явилися такі можливості, як наявність апаратного стиснення даних, наявність буфера і можливість роботи в режимі DMA.

## Стандарт IEEE-1284
Можна відповідально заявити, що цей стандарт став результатом тривалої боротьби за забезпечення сумісності. 
Він включає в себе формальний опис всіх вищеперелічених режимів роботи (до його прийняття не було ніякого формального документа, який дозволяв би при його дотриманні розраховувати на коректну роботу пристрою у всіх можливих конфігураціях). 
Стандарт містить у собі такі документи: 
- IEEE 1284-1994: Standard Signaling Method for a Bi-directional Parallel Peripheral Interface for Personal Computers — двонаправлена передача даних

- IEEE 1284.1-1997: Transport Independent Printer / System Interface-a protocol for returning printer configuration and status — стандартизований метод отримання інформації про стан принтера

- IEEE 1284.2: Standard for Test, Measurement and Conformance to IEEE 1284 (not approved) — тестування на відповідність стандарту (так і не був прийнятий)

- IEEE 1284.3-2000: Interface and Protocol Extensions to IEEE 1284-Compliant Peripherals and Host Adapters-a protocol to allow sharing of the parallel port by multiple peripherals (daisy chaining) — протокол і схема до одного порту багатьох пристроїв, об'єднаних у «ланцюжок»(дозволяє вибрати потрібний пристрій і працювати з ним).

- IEEE 1284.4-2000: Data Delivery and Logical Channels for IEEE 1284 Interfaces — allows a device to carry on multiple, concurrent exchanges of data — протокол одночасної передачі інформації багатьом пристроям (дозволяє працювати одночасно з декількома пристроями в ланцюжку).

В даний час стандарт IEEE-1284 не розвивається. Остаточна стандартизація паралельного порту збіглася з початком впровадження інтерфейсу USB, який дозволяє підключати також і комбіновані апарати (сканер-принтер-копір) і забезпечує більш високу швидкість друку і надійну роботу принтера. Також, альтернативою паралельному інтерфейсу є мережевий інтерфейс Ethernet.